# Ines Müller
Ines Müller, nacida Reichenbach (2 de enero de 1959 en Grimma, Muldental, Sajonia), es una atleta alemana (de Alemania del Este) que representó a la República Democrática Alemana en el lanzamiento de bala durante el la década de los años 80. Su mayor éxito fue la medalla de bronce en el Campeonato Mundial de Atletismo de 1987. También participó en los Juegos Olímpicos de 1988, donde obtuvo la cuarta posición (Diploma Olímpico) en lanzamiento de pezo femenino.

## Competiciones internacionales
Müller representó al club deportivo Empor Rostock. Durante su carrera deportiva, medía 1.82 metros de alto y pesaba 90 kilogramos.